# Caterina Caselli
Caterina Caselli Sugar, född 10 april 1946 i Sassuolo, Modena, är en italiensk sångerska och skivproducent. Hon är också känd som "Guldhjälmen" (Casco d'oro), efter den frisyr hon bar när hon slog igenom på sextiotalet.

## Biografi
Caterina Caselli föddes i provinsen Modena 1946 och spelade bas och sjöng i olika band i början av sextiotalet, innan hon slog igenom med dunder och brak vid San Remofestivalen 1966 med Nessuno mi può giudicare, trots att hon inte vann. Sedan följde en intensiv karriär då hon förutom att ge ut skivor i Italien och utomlands också spelade i flera långfilmer och musikvideofilmer. Kända blev bland andra hennes covers på engelskspråkiga hits som till exempel Tutto nero (The Rolling Stones Paint in black), Sono bugiarda (Neil Diamond I'm a believer), och Puoi farmi piangere ( J Hawkins I put a spell on you).
På sjuttiotalet började hon en ny karriär som skivproducent på bolaget Sugar music och har fått många priser och utmärkelser för sitt arbete. Hon har lanserat och stöttat många nya artister, som Andrea Bocelli, Elisa och Negramaro. Speciellt är hennes intresse för att klassisk musik och populärmusik ska mötas, vilket Andrea Bocelli är ett exempel på.
På senare år har Caterina Caselli gjort sig hörd i kampen mot piratkopiering och illegal nedladdning.